# Rovasenda
Rovasenda (piemontiul: Roasenda) település Olaszországban, Vercelli megyében. Lakosainak száma 907 fő (2023. január 1.). Rovasenda Arborio, Brusnengo, Buronzo, Gattinara, Ghislarengo, Masserano, Roasio, San Giacomo Vercellese és Lenta községekkel határos.

## Népesség
A település népességének változása:
| Lakosok száma | 961  | 959  | 907  |
|               | 2017 | 2018 | 2023 |